# Ismaël Bangoura
Ismaël Bangoura (Conakry, 2 gennaio 1985) è un ex calciatore guineano, di ruolo attaccante.

## Palmarès

### Club

#### Competizioni nazionali
- Campionato ucraino: 2

Dinamo Kiev: 2006-2007, 2008-2009
- Coppa d'Ucraina: 1

Dinamo Kiev: 2006-2007
- Supercoppa d'Ucraina: 1

Dinamo Kiev: 2007

### Individuale
- Capocannoniere della Coppa di Lega emiratina: 1

2010-2011